# Próba Babińskiego-Weilla
Próba Babińskiego-Weilla – stosowana w otolaryngologii i neurologii próba oceniająca w badaniu przedmiotowym pacjenta sprawność jego postawy i chodu. Podczas próby lekarz poleca pacjentowi, by ten zamknął oczy, wykonał pięć kroków do przodu i pięć w tył i następnie powtarzał tę czynność przez pół minuty, cały czas mając zamknięte oczy. Jeśli pacjent ma jednostronne wypadnięcie czynności błędnika, będzie chodził "w gwiazdę", a nie w linii prostej. Test opisali Józef Babiński i Weill w 1913 roku.